# Rosalie Craig
Rosalie Mae Craig (Nottingham, 30 maggio 1981) è un'attrice, doppiatrice e cantante inglese, nota soprattutto come interprete di musical nel West End londinese.

## Biografia
Subito dopo la laurea in recitazione conseguita al Rose Bruford College, Rosalie Craig si unì alla Royal Shakespeare Company per recitare in un adattamento teatrale de Le avventure di Alice nel Paese delle Meraviglie ad opera di Adrian Mitchell, andato in scena a Stratford-upon-Avon nel 2001. Dopo una serie di ruoli minori in produzioni regionali, debuttò nel West End nel 2007, nel musical de Il Signore degli Anelli in scena al Theatre Royal Drury Lane; Craig interpretava l'elfa Arwen. Il musical rimase in scena un anno nonostante le recensioni negative e al termine delle repliche Rosalie Craig tornò a recitare in altri musical, tra cui Anyone Can Whistle al Jeremy Street Theatre di Londra con Issy van Randwyck. Nello stesso anno fu diretta da Trevor Nunn nel primo revival londinese del musical di Andrew Lloyd Webber Aspects of Love, in scena alla Menier Chocolate Factory con Michael Arden nel ruolo del protagonista.
Nel 2011 fece il suo debutto al National Theatre di Londra nel musical corale London Road e alcuni mesi dopo interpretò Susan in un allestimento di Company al Crucible Theatre di Sheffield con Francesca Annis. Nell'estate 2012 ricoprì i ruoli principali di "Mother" nel revival di Ragtime in scena a Regent's Park e di Sylvia Llewelyn Davies nell'adattamento musicale di Neverland - Un sogno per la vita in scena al Curve Theatre di Leicester. Nel 2013 tornò a recitare al National Theatre di Londra nel musical The Light Princess, in cui interpretava la protagonista Althea D'Arcy: per la sua performance ottenne recensioni molto positive, vinse l'Evening Standard Theatre Award e fu candidata al prestigioso Laurence Olivier Award alla migliore attrice in un musical. Nello stesso anno interpreta Lady MacDuff in una produzione di Macbeth in scena a Manchester con Kenneth Branagh nel ruolo dell'eponimo protagonista.
Nel 2014 recitò nel duplice ruolo di Gabby e Bobby nel musical City of Angels alla Donmar Warehouse con Tam Mutu e Samantha Barks, per cui fu nuovamente candidata all'Evening Standard Theatre Award per la migliore performance in un musical. Nella primavera del 2015 recitò in un allestimento semiscenico del musical Sweeney Todd: The Demon Barber of Fleet Street al London Coliseum; Craig interpretava Lucy Barker e accanto a lei nel cast comparivano anche Bryn Terfel ed Emma Thompson nel ruolo dei protagonisti. Nel 2015 recitò in un altro adattamento musicale di Alice nel Paese delle Meraviglie, questa volta il musical wonder.land in scena a Manchester, a cui seguì il ruolo della protagonista Rosalind in Come vi piace al National Theatre. Pochi mesi dopo tornò a recitare al National Theatre in un revival dell'Opera da tre soldi con Rory Kinnear, in cui interpretava la giovane Lucy, un ruolo che aveva precedentemente ricoperto in una versione radiofonica del dramma per la BBC nel 2009.
Nel 2018 tornò sulle scene londinesi per la prima volta in due anni per interpretare la protagonista Caitlin del dramma di Jez Butterworth The Ferryman, in scena al Gielgud Theatre per la regia di Sam Mendes. Nel settembre dello stesso anno torna a recitare al Gielgud Theatre nel musical Company, precedentemente interpretato a Sheffield nel 2011: la nuova produzione, diretta da Marianne Elliott, ha visto un cambio di genere del protagonista Robert, ora un personaggio femminile di nome Bobbie e interpretato dalla Craig. Per la sua interpretazione vince nuovamente l'Evening Standard Theatre Award alla migliore interpretazione in un musical ed è candidata al Laurence Olivier Award alla migliore attrice in un musical. Nel 2020 torna a recitare nel musical City of Angels nel West End londinese, tornando a ricoprire il ruolo già interpretato nel 2014, questa volta accanto a Vanessa Williams.

### Vita privata
È sposata con l'attore e cantante Hadley Fraser, da cui ha avuto la figlia Elvie nel novembre 2016.

## Filmografia

### Attrice

#### Cinema
- London Road, regia di Rufus Norris (2015)
- Sulphur and White, regia di Julian Jarrold (2020)
- The Nan Movie, regia di Josie Rourke (2023)

#### Televisione
- Doctors – serial TV, puntata 6x107 (2004)
- M.I.T.: Murder Investigation Team – serie TV, episodio 2x04 (2005)
- Casanova, regia di Sheree Folkson – miniserie TV, puntata 2 (2005)
- Uno zoo in famiglia (My Family and Other Animals), regia di Sheree Folkson - film TV (2005)
- Miranda – serie TV, episodio 1x03 (2009)
- Spooks – serie TV, episodio 9x07 (2010)
- Lovesick – serie TV, episodio 1x05 (2014)
- Il giovane ispettore Morse (Endeavour) – serie TV, episodio 5x03 (2018)
- Patriot – serie TV, episodio 2x05 (2018)
- Doc Martin – serie TV, episodio 9x02 (2019)
- L'ispettore Barnaby (Midsomer Murders) – serie TV, episodio 21x02 (2019)
- McDonald & Dodds – serie TV, episodio 1x01 (2020)
- Padre Brown (Father Brown) – serie TV, episodio 8x09 (2020)
- Truth Seekers – serie TV, episodi 1x07-1x08 (2020)
- Anatomia di uno scandalo (Anatomy of a Scandal), regia di S. J. Clarkson – miniserie TV, puntate 1-2 (2021)
- 1899 – serie TV, 8 episodi (2022)
- The Serpent Queen – serie TV, 8 episodi (2024)
- I delitti della bella di notte (Moonflower Murders), regia di Rebecca Getward – miniserie TV, 5 puntate (2024)

### Doppiatrice
- Sherlock Gnomes, regia di John Stevenson (2018)
- Hilda - serie animata, 3 episodi (2023)

## Teatro
- Alice in Wonderland, di Adrian Mitchell, regia di Rachel Cavanaugh. Royal Shakespeare Theatre di Stratford-upon-Avon (2001)
- Dreams from a Summer House, di Alan Ayckbourn e John Pattison, regia di Rebecca Hill. Watermill Hill di Newbury (2002)
- The Firebird, scritto e diretto da Neil Duffield. Watermill Theatre di Newbury (2003)
- The Hired Man, da Melvyn Bragg, regia di Joanna Read. Salisbury Playhouse di Salisbury (2003)
- Be My Baby, di Amanda Whittington, regia di Natalie Wilson. Oldham Theatre di Oldham (2004)
- The Translucent Frogs of Quup, di Chris Larner, regia di. New Ambassadors Theatre di Londra (2004)
- Ecuba, di Euripide, regia di Laurence Boswell, con Vanessa Redgrave. Noel Coward Theatre di Londra (2005)
- Playing for Time, di Arthur Miller, regia di Joanna Read. Salisbury Playhouse di Salisbury (2005)
- Martha, Josie and the Chinese Elvis, di Charlotte Jones, regia di Chris Garner. Salisbury Playhouse di Salisbury (2006)
- Hobson's Choice, di Harold Brighouse, regia di Timothy Sheader. Watermill Theatre di Newbury (2006)
- The Lord of the Rings, A. R. Rahman, Christopher Nightingale, Värttinä, Matthew Warchus e Shaun McKenna, regia di Matthew Warchus. Drury Lane di Londra (2007)
- A Christmas Carol, da Charles Dickens, regia di Nikolai Foster. Birmingham Repertory Theatre di Birtmingham (2009)
- Anyone Can Whistle, di Stephen Sondheim e Arthur Laurents, regia di Tom Littler. Jermyn Street Theatre di Londra (2010)
- Aspects of Love, di Andrew Lloyd Webber, Don Black e Charles Hart, regia di Trevor Nunn. Menier Chocolate Factory di Londra (2010)
- Swallows and Amazons, da Arthur Ransome, regia di Tom Morris. Bristol Old Vic di Bristol (2011)
- London Road, di Adam Cork e Alecky Blythe, regia di Rufus Norris. Royal National Theatre di Londra (2011)
- Company, di Stephen Sondheim e George Furth, regia di Daniel Evans. Crucible Theatre di Sheffield (2011)
- Ragtime, di Stephen Flaherty, Lynn Ahrens, Terrence McNally, regia di Timothy Sheader. Regent's Park Open Air Theatre di Londra (2012)
- Finding Neverland, di Scott Frankel, Michael Korie e Allan Knee, regia di Rob Ashford. Curve Theatre di Sheffield (2012)
- Hitchcock Blonde, di Terry Johnson, regia di Natalie Abrahami. Hull Truck Theatre di Kingston upon Hull (2013)
- Table, di Tanya Ronder, regia di Rufus Norris. National Theatre di Londra (2013)
- The Light Princess, di Tori Amos e Samuel Adamson. National Theatre di Londra (2013)
- La signorina Julie, di August Strindberg, regia di Michael Barker Cavan. Chichester Theatre Festival di Chichester (2014)
- Black Comedy, di Peter Shaffer, regia di Jamie Glover. Chichester Theatre Festival di Chichester (2014)
- City of Angels, di Cy Coleman, David Zippel e Larry Gelbart, regia di Josie Rourke, con Samantha Barks, Tam Mutu e Hadley Fraser. Donmar Warehouse di Londra (2014)
- Sweeney Todd: The Demon Barber of Fleet Street, di Stephen Sondheim e Hugh Wheeler, regia di Lonny Price, con Emma Thompson. London Coliseum di Londra (2015)
- The Vote, di James Graham, regia di Josie Rourke, con Judi Dench e Catherine Tate. Donmar Warehouse di Londra (2015)
- Macbeth, di William Shakespeare, regia di Kenneth Branagh e Rob Ashford. St Paul's Church di Manchester (2015)
- Wonder.land, di Damon Albarn e Moira Buffini, regia di Rufus Norris. Manchester Theatre Festival di Manchester (2015)
- Come vi piace, di William Shakespeare, regia di Polly Findlay. Royal National Theatre di Londra (2015)
- L'opera da tre soldi, di Bertolt Brecht e Kurt Weill, regia di Rufus Norris. Royal National Theatre di Londra (2016)
- The Ferryman, di Jez Butterworth, regia di Sam Mendes. Gielgud Theatre di Londra (2018)
- Company, di Stephen Sondheim e George Furth, regia di Marianne Elliott, con Patti LuPone. Gielgud Theatre di Londra (2018)
- City of Angels, di Cy Coleman, David Zippel e Larry Gelbart, regia di Josie Rourke, con Vanessa Williams. Garrick Theatre di Londra (2020)
- Theatrical Digs, di Malcom McKee, regia di Christopher Luscombe. Yvonne Arnaud Theatre di Guildford (2020)
- Before After, di Matthew Price e Timothy Knapman, regia di Matthew Rankcom. Southwark Playhouse di Londra (2020)
- Hex, libretto di Tanya Ronder, colonna sonora di Jim Fortune, testi e regia di Rufus Norris. National Theatre di Londra (2021)
- Good Night, Oscar di Doug Wright, regia di Lisa Peterson. Barbican Centre di Londra (2025)

## Doppiatrici italiane
Nelle versioni in italiano delle opere in cui ha recitato, Rosalie Craig è stata doppiata da:
- Francesca Manicone in Lovesick
- Barbara De Bortoli in 1899
- Jenny De Cesarei ne I delitti della bella di notte
- Paola Majano in The Serpent Queen